# جنگ من (فیلم)
جنگ من (به هندی: Meri Jung) فیلمی در ژانر درام دادگاهی محصول سال ۱۹۸۵ و به کارگردانی سوبهاش گای است. در این فیلم بازیگرانی همچون آنیل کاپور، میناکشی سشادری، نوتان، جاوید جعفری، آمریش پوری، پاریکشیت سهنی، ای. کی. هانگال، بینا بانرجی، خوشبو ساندار ایفای نقش کرده‌اند.

## خلاصه داستان
موسیقی دانی بنام دیپاک ورما که زندگی شادی با خانواده اش دارد به اتهام قتلی که مرتکب نشده به اعدام محکوم می‌شود. تلاشهای جی دی تکرال که وکیل فاسدی است باعث می‌شود دیپاک اعدام شود. همسر دیپاک دیوانه می‌شود و پسر و دخترش آواره می‌شوند. سالها می‌گذرد و پسر دیپاک یعنی آرون به یک وکیل کارکشته تبدیل شده‌است. یک پزشک بنام آشا ماتور به مسموم کردن یک بیمار متهم شده و آرون این پرونده را بعهده می‌گیرد. در حقیقت برادرزاده تکرال با تعویض دارو و سم باعث شده که آن بیمار مسموم و کشته شود. در جلسه دادگاه آرون با خوردن داروی سمی به دادگاه ثابت می‌کند که آن پزشک بیگناه است؛ ولی دارویی که خورده همان داروی سمی است از این رو بلافاصله نزد همسر آن پزشک می‌رود تا مداوا شود. با گذشت زمان بین آرون و خواهر آشا یعنی گیتا رابطه عاطفی برقرار می‌شود. آرون مادرش را از تیمارستان به خانه می‌آورد و رفته رفته حال مادرش بهبود میابد. از سوی دیگر ویکی پسر تکرال برای انتقام از آرون با خواهرش کومل طرح دوستی می‌ریزد. دوستی آنها ادامه میابد تا اینکه نامزد قبلی ویکی پیدا می‌شود و به کومل هشدار می‌دهد که از ویکی فاصله بگیرد ولی ویکی او را به قتل می‌رساند. آرون وکالت خانواده مقتول را بعهده می‌گیرد و تکرال وکالت پسر خودش را. دو وکیل مشهور در دادگاه رودرروی هم قرار می‌گیرند در یک سو وکیلی است به نجات جان‌ها معروف است و از سوی دیگر وکیلی که بیشترین افراد را به اعدام محکوم کرده و …

## بازیگران و صداپیشگان
| نقش             | بازیگر         | دوبلُر            |
| آرون ورما       | آنیل کاپور     | خسرو خسروشاهی    |
| گیتا ماتور      | میناکشی سشادری | مریم رادپور      |
| جی دی تکرال     | آمریش پوری     | ناصر نظامی       |
| آرتی            | نوتان          | مهین برزوئی      |
| دکتر دینش ماتور | پاریکشیت سهنی  | بهرام زاهدی      |
| دکتر آشا ماتور  | بینا بانرجی    | فریبا شاهین مقدم |
| ویکی تکرال      | جاوید جعفری    | رضا آفتابی       |
| دیپاک ورما      | گیریش کارناد   | کریم بیانی       |
| کومل ورما       | خوشبو ساندار   | ژیلا اشکان       |
| آقای گریوال     | افتخار         | شایان شامبیاتی   |
| آقای داگا       | کمال کاپور     | شایان شامبیاتی   |
| وکیل گوپتا      | ای. کی. هانگال | محمدعلی دیباج    |
| بازرس بوسله     | سادیر          | حسین نورعلی      |

## جوایز
- جایزه فیلمفیر بهترین بازیگر نقش مکمل مرد برای آمریش پوری

- جایزه فیلمفیر بهترین بازیگر نقش مکمل زن برای نوتان